# Tréveris-Sarreburgo
Tréveris-Sarreburgo (em alemão:  Trier-Saarburg) é um distrito (kreis ou landkreis) da Alemanha localizado no estado da Renânia-Palatinado.

## Cidades e municípios
| Verbandsgemeinden (associações municipais): | Verbandsgemeinden (associações municipais): | Verbandsgemeinden (associações municipais): | |
| --- | --- | --- | --- |
| - 1. Hermeskeil 1. Bescheid 2. Beuren 3. Damflos 4. Geisfeld 5. Grimburg 6. Gusenburg 7. Hermeskeil1, 2 8. Hinzert-Pölert 9. Naurath (Wald) 10. Neuhütten 11. Rascheid 12. Reinsfeld 13. Züsch - 2. Konz 1. Kanzem 2. Konz1, 2 3. Nittel 4. Oberbillig 5. Onsdorf 6. Pellingen 7. Tawern 8. Temmels 9. Wasserliesch 10. Wawern 11. Wellen 12. Wiltingen | - 3. Ruwer 1. Bonerath 2. Farschweiler 3. Gusterath 4. Gutweiler 5. Herl 6. Hinzenburg 7. Holzerath 8. Kasel 9. Korlingen 10. Lorscheid 11. Mertesdorf 12. Morscheid 13. Ollmuth 14. Osburg 15. Pluwig 16. Riveris 17. Schöndorf 18. Sommerau 19. Thomm 20. Waldrach¹ | - 4. Saarburg-Kell 1. Ayl 2. Baldringen 3. Fisch 4. Freudenburg 5. Greimerath 6. Heddert 7. Hentern 8. Irsch 9. Kastel-Staadt 10. Kell am See 11. Kirf 12. Lampaden 13. Mandern 14. Mannebach 15. Merzkirchen 16. Ockfen 17. Palzem 18. Paschel 19. Saarburg1, 2 20. Schillingen 21. Schoden 22. Schömerich 23. Serrig 24. Taben-Rodt 25. Trassem 26. Vierherrenborn 27. Waldweiler 28. Wincheringen 29. Zerf | - 5. Schweich an der Römischen Weinstraße 1. Bekond 2. Detzem 3. Ensch 4. Fell 5. Föhren 6. Kenn 7. Klüsserath 8. Köwerich 9. Leiwen 10. Longen 11. Longuich 12. Mehring 13. Naurath (Eifel) 14. Pölich 15. Riol 16. Schleich 17. Schweich1, 2 18. Thörnich - 6. Trier-Land [sede: Trier] 1. Aach 2. Franzenheim 3. Hockweiler 4. Igel 5. Kordel 6. Langsur 7. Newel 8. Ralingen 9. Trierweiler 10. Welschbillig 11. Zemmer |
| ¹sede do Verbandsgemeinde; ²cidade | | | |